# Musculus quadratus membranae nictitantis
Der Musculus quadratus membranae nictitantis ist ein bei Vögeln vorkommender quergestreifter Muskel der Nickhaut. Er ist am oberen (dorsalen) Rand des Augapfels befestigt. Seine Ansatzsehne tritt durch eine Sehnenscheide (Trochlea) und befestigt sich am (unteren) ventralen Nickhautrand. Der Musculus quadratus membranae nictitantis führt zu einer Verschiebung der Nickhaut. Er wird vom Nervus abducens innerviert.